# Suiza en los Juegos Olímpicos de Pyeongchang 2018
Suiza estuvo representada en los Juegos Olímpicos de Pyeongchang 2018 por un total de 168 deportistas que compitieron en 14 deportes. Responsable del equipo olímpico fue la Asociación Olímpica Suiza, así como las federaciones deportivas nacionales de cada deporte con participación.
El portador de la bandera en la ceremonia de apertura fue el esquiador de fondo Dario Cologna.

## Medallistas
El equipo olímpico suizo obtuvo las siguientes medallas:
| Nombre                                                                     | Deporte          | Competición                |
| -------------------------------------------------------------------------- | ---------------- | -------------------------- |
| Oro                                                                        |                  |                            |
| Sarah Höfflin                                                              | Esquí acrobático | Slopestyle F               |
| Michelle Gisin                                                             | Esquí alpino     | Combinada F                |
| Denise Feierabend Wendy Holdener Ramon Zenhäusern Daniel Yule Luca Aerni R | Esquí alpino     | Equipo mixto               |
| Dario Cologna                                                              | Esquí de fondo   | 15 km M                    |
| Nevin Galmarini                                                            | Snowboard        | Eslalon gigante paralelo M |
| Plata                                                                      |                  |                            |
| Jenny Perret Martin Rios                                                   | Curling          | Doble mixto                |
| Marc Bischofberger                                                         | Esquí acrobático | Campo a través M           |
| Mathilde Gremaud                                                           | Esquí acrobático | Slopestyle F               |
| Beat Feuz                                                                  | Esquí alpino     | Supergigante M             |
| Ramon Zenhäusern                                                           | Esquí alpino     | Eslalon M                  |
| Wendy Holdener                                                             | Esquí alpino     | Eslalon F                  |
| Bronce                                                                     |                  |                            |
| Benoît Schwarz Claudio Pätz Peter de Cruz Valentin Tanner Dominik Märki    | Curling          | Equipo M                   |
| Fanny Smith                                                                | Esquí acrobático | Campo a través F           |
| Beat Feuz                                                                  | Esquí alpino     | Descenso M                 |
| Wendy Holdener                                                             | Esquí alpino     | Combinada F                |